# ما مرد نیستیم (ترانه)
«ما مرد نیستیم» ترانه‌ای در سبک رپ، سروده شاهین نجفی و به خوانندگی وی، که توسط گروه تپش ۲۰۱۲ ساخته شد و در ۱۱ اردیبهشت ۱۳۸۷ برابر با ۱ می ۲۰۰۸، یعنی روز جهانی کارگر، به جنبش زنان ایران تقدیم شده و از طریق شبکه جهانی اینترنت در اختیار مردم قرار گرفت.

## دربارهٔ ترانه
متن این ترانه از زندگی زن دردمند ایرانی و مسائلی از قبیل تظاهر به باکرگی، خودسوزی، انزواء، حجاب، تحمل تحقیر، خشونت و بازیچه بودن برای هوس‌های جنسی مرد سخن می‌گوید.

## واکنش‌ها
این ترانه به صورت ویدئوکلیپ در وبگاه یوتیوب ارائه شد که تا ۱۴ شهریور ۱۳۸۷ تعداد ۱۳۷٬۴۳۲ بازدیدکننده داشته‌است. طی ۳ روز اول ارائه این کلیپ یعنی روز چهارم ماه می، حدود ۷۴۶۲ نفر و به عبارتی به‌طور متوسط هر دقیقه یک نفر، از این ویدئو دیدن کردند. به دنبال این استقبال گسترده، رادیوها، گروه‌ها، وبگاه‌ها، افراد و وبلاگ‌های مختلف دربارهٔ این ترانه از خود واکنش‌هایی بروز دادند که در ذیل می‌آید:

### وبگاه‌ها
برخی رادیوهای سرشناس در واکنش به این ترانه به معرفی ترانه و مصاحبه با شاهین نجفی، ترانه‌سرا، و امید پوریوسفی سرپرست گروه پرداختند. این رادیوها عبارتند از:

#### رادیو دویچه وله
رادیو دویچه‌وله، صدای آلمان در مقاله و مصاحبه‌ای با شاهین نجفی که ۳ روز پس از بارگذاری، به تاریخ ۳ می۲۰۰۸، به قلم کیواندخت قهاری و با عنوان موسیقی اعتراض و واقعیت: موفقیت ترانه رپ «ما مرد نیستیم» ارائه کرد، از موفقیت فوق‌العاده این ترانه سخن گفت. این مقاله اذعان داشت که موفقیت ترانه به خاطر به کار بردن صحیح سه عامل شعر، موسیقی و اجرا در کنار هم بوده‌است، اما آنچه بیشتر از هر چیز دیگر در موفقیت آن نقش داشته، شعر ترانه بوده‌است که بازتاب دهنده روح زمان بوده و به واقعیت‌های موجود در ایران اشاره می‌کرده‌است.

#### رادیو زمانه
رادیو زمانه در مصاحبه و مقاله‌ای که به تاریخ ۱۱ خرداد ۱۳۸۷ توسط آزاده اسدی منتشر ساخت، به معرفی این اثر و مصاحبه با شاهین نجفی و امید پوریوسفی، سرپرست گروه تپش ۲۰۱۲ پرداخت. مقاله از شعر ترانه می‌گوید که به محدودیت‌های زنان و سختی‌هایی که در زندگی اجتماعی و حتی خصوصی در پیش رو دارند، اشاره دارد. شاهین نجفی از جنبش زنان ایران که ترانه را به آن‌ها تقدیم کرده‌است، می‌گوید و اینکه از نظر او فقط محدود به کمپین یک میلیون امضاء نیست و این ترانه به تمام زنانی که هرکجا و به هر دلیل توسط نظام جمهوری اسلامی ایران دستگیر می‌شوند تعلق دارد. وی انتقادی هم به جنبش زنان دارد و آن هم این است که بخش‌های زیادی از جنبش هنوز در یک زمینه مهم مرزبندی مشخصی ندارند و مشخص نکرده‌اند که انتقادشان به اسلام است یا حکومت جمهوری اسلامی؟ و با اعلام اینکه خودش مشخصا گرایش سکولاریستی تندی دارد، این انتقاد را به بخش‌های دیگر جامعه نیز تسری می‌بخشد و بیان می‌دارد که روشنفکران مذهبی بطن جامعه هم هنوز در این زمینه مرزبندی مشخصی ندارند. وی سکولاریسم روشنفکران داخلی را اخته معرفی می‌کند و مشخصا در این ترانه از اکبر گنجی می‌گوید که در ترانه اش با بیان اینکه: «رستم میتونست حتی به قولی گنجی شه، یه کم کانت و پوپر بخونه فرنگی شه، می‌شد اسلام رو سکولاریستی تعبیر کنه، می‌شد قرآن رو تو هرمنوتیک تفسیر کنه» وی را مورد انتقادی تیز قرار داده و معتقد است وی با کمی مطالعه آثار امانوئل کانت و کارل پوپر سعی دارد به صورتی پارادوکسیکال اسلام را سکولاریستی تعبیر کرده و قرآن را با نظریه هرمنوتیک تفسیر کند. مقاله سپس از توجه کم فعالان جنبش زنان ساکن در ایران نسبت به ترانه در تاریخ نگارش مقاله سخن می‌گوید و شاهین نجفی هم اعلام می‌دارد که جز نیلوفر بیضایی و زیبا شیرازی که در خارج از ایران ساکن هستند، دیگر فعالان و احزاب سیاسی فعال زنان در ایران هیچ واکنشی نسبت به ترانه نشان نداده‌اند و این مسئله می‌تواند مرزبندی آن‌ها را با فعالیت ایشان مشخص کند. وی دلایل این انعکاس کم را دست گذاشتن گروه بر روی مسائلی چون انتقاد از مذهب که برای فعالان داخلی خط قرمز بوده، و نیز انتقاد به اکبر گنجی می‌داند که شاید برای فعالان داخلی چندان جالب نباشد. او با تأکید دوباره بر روشنی موضعشان در برابر مذهب، سکولاریسم داخل ایران را فاقد محتوای درونی می‌داند.

#### رادیو فردا
رادیوفردا هم در مقاله‌ای در تاریخ ۱۱ می۲۰۰۸ به قلم امیر زمانی فر و با عنوان اعتراض موسیقی به جامعه مردسالار ایران از شاهین نجفی و موفقیت این ترانه سخن گفت.

#### مدرسه فمینیستی
وبگاه مدرسه فمینیستی کاریکاتوری تأثیر پذیرفته از این ترانه در بخش مبصر کلاس منتشر کرد و بعداً گفتگویی نیز با او انجام داد.

### افراد
نیلوفر بیضایی، کارگردان تئاتر مهاجر ایرانی، در نامه‌ای به شاهین نجفی ضمن تشکر، وی را به ادامه راهی که در پی گرفته‌است دعوت کرد. وی در این نامه گفت:
شاهین گرامی
درود بر شما. کار زیبای شما و دوستانتان را شنیدم و بسیار لذت بردم. شما نسل جدیدی از مردانِ ایرانی را نمایندگی می‌کنید که به درستی دریافته‌اند آینده ایران در گرو رشد انسان ایرانی صرف نظر از جنسیت است. جنبش زنانِ ایران به عنوانِ بخشِ بسیار مهم و جدایی ناپذیر دمکراسی خواهی در ایران به همراهانی چون شما نیاز دارد. پس ببالید و بسازید و رشد کنید و رشد دهید نسل جدیدِ مردِ ایرانی را که «مرد بودن» را نه در سرکوب زن و زنانگی بلکه در آزادگی و آزادی‌خواهی برای همگان تعریف می‌کند. زنانِ امروز و فردای ایران با یاری شمایان ایران آزاده فردا را خواهند ساخت.
پیروز باشید.
با احترام فراوان،
نیلوفر بیضایی.
آزاده سپهری، شاعر، نویسنده و فعال زنان اما، در نقدی بر این ترانه که در وبگاه شبکه بین‌المللی همبستگی با مبارزات زنان ایران انتشار یافت، این ترانه را به دلایلی ضدفمینیستی، ناسیونالیستی و عرب ستیز دانست. وی بیان داشت که چون سراینده از لفظ «ما مرد نیستیم» به معنی مبارزه نمی‌کنیم و غیرت نداریم استفاده می‌کند، نگاهی «مردانه» و تصویری مثبت از آن در ذهن دارد و این با روح فمینیستی در تضاد است. همچنین وی از لحنی طلبکارانه در این ترانه نسبت به جنبش زنان سخن می‌گوید و با اشاره به بیت «خانم ما مرد نیستیم، رومون خط بکش؛ پرچم رو بگیر، خودت بشو رئیس جنبش»، اینگونه باور دارد که سراینده القا می‌کند که زنان کاری از پیش نبرده‌اند و منتظرند تا مردان به میدان بیایند و حق و حقوق آن‌ها را از نظام جمهوری اسلامی ایران پس بگیرند. وی سپس با اشاره به تحولات اجتماعی عظیمی که توسط جنبش زنان ایران، در مقابله هر روزه با این نظام در جامعه ایران شکل گرفته‌است، از این ترانه به خاطر گفتن «تو بوی زمین سوخته مون رو میدی خانم تو هم از عرش به فرش رسیدی که خانم» خطاب به زنان انتقاد می‌کند و باور دارد که سراینده نقش آن‌ها را در تحولات اجتماعی سال‌های اخیر نادیده گرفته‌است. آزاده سپهری در بخشی دیگر از نقدش، بیت «رستم اگه بود، می‌گفت جدم عرب بود؛ خزر مال روسها، خلیج، خلیج عرب بود» را مورد اشاره قرار می‌دهد و نتیجه می‌گیرد که شاهین نجفی دارای دیدگاه ناسیونالیستی و حتی عرب‌ستیزانه است و با غیرانسانی توصیف کردن عرب‌ستیزی، برخورد سراینده را غیرمسئولانه می‌داند.